# Władysław Kolbuszowski
Władysław Kolbuszowski herbu Korab (ur. 5 lutego 1896 we Lwowie, zm. 4 listopada 1918 tamże) – podchorąży Legionów Polskich i piechoty Wojska Polskiego.

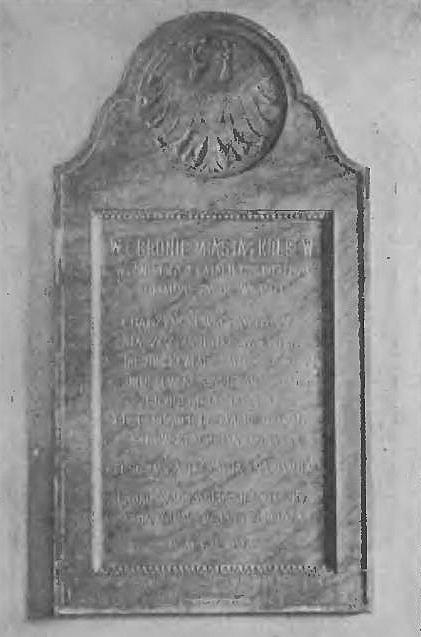
Tablica upamiętniająca poległych uczniów IV Gimnazjum we Lwowie

## Życiorys
Urodził się 5 lutego 1896 we Lwowie. Był synem Edmunda (1865-1919, dziennikarz) i Zofii (córka dziennikarza i literata Mieczysława Chamskiego-Dzikowskiego) oraz bratem Marii. Kształcił się w C. K. IV Gimnazjum we Lwowie, gdzie w 1914 ukończył VIII klasę i zdał egzamin dojrzałości. Po maturze miał podjąć studia filozoficzne.
Po wybuchu I wojny światowej w 1914 był oddziale Franciszka Sikorskiego. Był podchorążym Legionów Polskich. Działał w Polskiej Organizacji Wojskowej. U kresu wojny w stopniu chorążego (wzgl. aspiranta oficerskiego) brał udział w obronie Lwowa podczas wojny polsko-ukraińskiej. 1 listopada 1918 zgłosił się do załogi Szkoły Sienkiewicza, jako nieliczny mając przy sobie broń w postaci granatów ręcznych. Był w grupie Polaków, którzy 2 listopada zajęli główny dworzec kolejowy, służąc w plutonie ppor. Włodzimierza Jankowskiego. Po opanowaniu dworca zaniósł do redakcji „Gazety Porannej” telegramy o treści wojskowej i politycznej. Pozostał na dworcu, mając za zadanie dokonywanie obchodów placówek obronnych i kontrolować zachowanie przez nich czujności. Bronił dolnego obszaru głównego dworca kolejowego, obsługiwał wówczas karabin maszynowy. W dniu 3 listopada około godz. 23 od strony zachodniej nadszedł atak na dworzec przeważających sił nieprzyjacielskich. Po wywołaniu strzelaniny i chaosu – według relacji Juliana Hermanowskiego – Kolbuszowski otworzył przeszklone drzwi wahadłowe, pomiędzy wejściem a westybulem, wołając „Kto strzela?” i rzucając granat w stronę zgromadzonej w poczekalni grupy „Heimkehrerów” (przeważnie narodowości rosyjskiej), od której padały strzały. Tuż po tym został śmiertelnie trafiony strzałem z karabinu. Zmarł ma dworcu 4 listopada 1918. 

## Upamiętnienie
W latach 20. w westybulu gmachu IV Państwowego Gimnazjum im. Jana Długosza we Lwowie została ustanowiona tablica upamiętniająca uczniów szkoły poległych w walkach w obronie Lwowa i Kresów, a wśród wymienionych na niej był Władysław Kolbuszowski.
Uchwałą Rady Miasta Lwowa z listopada 1938 jednej z ulic we Lwowie nadano imię Władysława Korab-Kolbuszowskiego.

## Odznaczenia
- Krzyż Srebrny Orderu Virtuti Militari – pośmiertnie (wymieniony wśród odznaczonych żołnierzy późniejszego 5 pułku ułanów Zasławskich[27]; dekoracja dokonana 17 kwietnia 1921 we Lwowie przez gen. broni Tadeusza Rozwadowskiego)[28]
- Krzyż Niepodległości – pośmiertnie (4 listopada 1933, za pracę w dziele odzyskania niepodległości)[29]